# Las Adjuntas
Las Adjuntas es una localidad del estado mexicano de Guanajuato. Es parte del municipio de San José Iturbide.

## Demografía
| Gráfica de evolución demográfica |
|                                  |

| Censo | Población |
| ----- | --------- |
| 1910  | 92        |
| 1921  | 114       |
| 1930  | 96        |
| 1940  | 128       |
| 1950  | 175       |
| 1960  | 224       |
| 1970  | 125       |
| 1980  | 79        |
| 1990  | 348       |
| 2000  | 576       |
| 2010  | 831       |
| 2020  | 1 012     |